# El Debate de Hoy
El Debate de Hoy fue un diario digital de opinión y cultura, fundado por la Asociación Católica de Propagandistas (ACdP). Estuvo operativo entre 2017 y 2021, momento en que fue sustituido por El Debate, un periódico digital con vocación generalista. Fue dirigido en una primera etapa por Justino Sinova, ex director de Diario 16, y después por Pablo Velasco.

## Historia
La ACdP presentó El Debate de Hoy el jueves, 9 de febrero de 2017, con el objetivo explícito de recoger el testigo de El Debate, un periódico de corte conservador y católico activo entre 1910 y 1936, y que estuvo dirigido entre 1911 y 1933 por Ángel Herrera Oria, primer presidente de la asociación.
El nuevo medio digital se presentó como «revista de análisis, reflexión y valores», sin estar centrado exclusivamente en la información religiosa pero reconociéndose anclado en «los principios del humanismo cristiano, que han presidido y presiden la acción y el carisma de la ACdP».Su director en esta primera etapa fue el periodista y ex director de Diario 16 Justino Sinova.
El Debate de Hoy arrancó con once secciones —como Política, Sociedad, Educación, Ciencia o Historia—, incluyendo una llamada el «Kiosco de las Ideas», que analizaba diariamente otros periódicos para ver «lo que dicen los periódicos desde el punto de vista de las ideas», en palabras de Sinova.
En julio de 2019, el Secretario Nacional de Comunicación de la ACdP, Pablo Velasco, fue elegido por el presidente de la ACdP, Alfonso Bullón de Mendoza, como director del medio. El 30 de septiembre de 2021, El Debate de Hoy dejaba de publicarse, siendo sustituido por El Debate, un periódico digital con vocación generalista, dirigido por Bieito Rubido.